# Prudenci Bertrana
Prudenci Bertrana i Comte, né le 17 janvier 1867 à Tordera (province de Barcelone, Espagne) et mort le 21 novembre 1941 à Barcelone, est un écrivain et journaliste espagnol figure du modernisme catalan. Son roman le plus célèbre est Josafat, publié en 1906.

## Œuvres
- Violeta (1889).
- La guineu.
- Tard (1903).
- Josafat (1906).
- Crisàlides (1907).
- Nàufrags (1907).
- Proses bàrbares (1911).
- La lloca vídua i altres contes (1905).
- Els Herois (1920).
- El meu amic Pellini i altres contes (1923).
- La bassa roja (1923).
- El desig de pecar (1924).
- L'òrgan del diputat (1924).
- Jo! Memòries d'un metge filòsof (1925).
- Tieta Claudina (1929).
- Trilogie Entre la terra i els núvols, comprenant L'hereu (1931), El vagabund (1933) et L'impenitent (1948).